# Dégaine
Pour les articles homonymes, voir Dégaine (homonymie).
Une dégaine ou paire, abréviation de paire de mousquetons, est un des équipements de protection individuelle contre les chutes d'un grimpeur en progression sur corde verticale en montée et horizontale en traversée.
Elle est stockée à son baudrier pour être utilisée dans la chaîne d'assurage en escalade en tête pour relier la corde d'assurage aux points d'ancrage successifs jusqu'au relais, sur le rocher ou un mur artificiel.

## Description

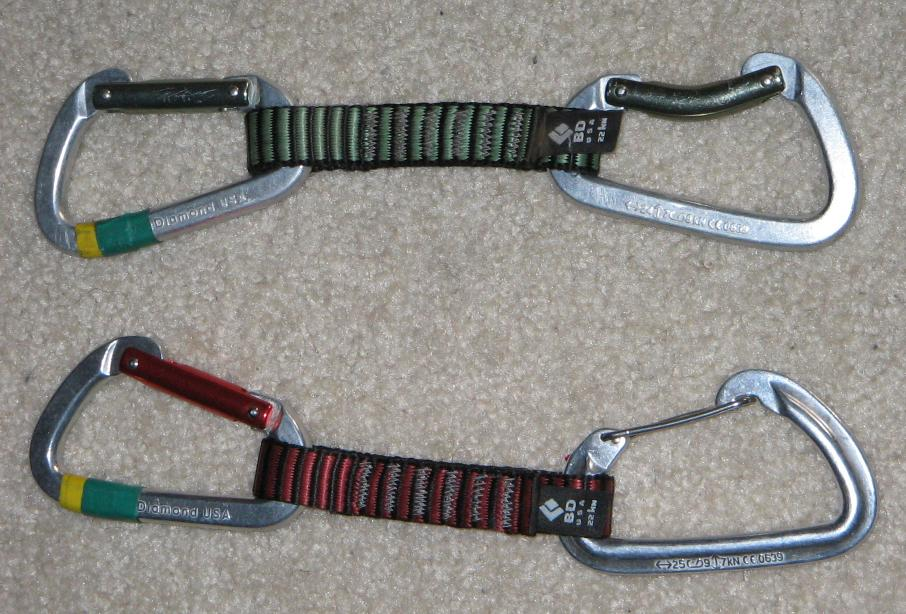
Deux dégaines : la dégaine du haut comporte un mousqueton avec doigt en tube et celle du bas un mousqueton avec doigt fil.

Une dégaine est constituée de deux mousquetons de progression reliés entre eux par un anneau de sangle cousu, appelé sangle express. La longueur de l'anneau de sangle est variable, selon l'utilisation voulue.

## Types de dégaine

### Dégaine de falaise
Les deux mousquetons de progression ne sont pas nécessairement identiques. Généralement, celui connecté au point d'ancrage possède un doigt droit, mobile sur la sangle courte, pour limiter les mauvais positionnements et contacts contre le rocher. L'autre possèdant un doigt courbé, fixe sur la sangle, est relié à la corde, sa conception facilitant l'introduction de la corde et améliorant la qualité et la facilité de la connexion ou clippage. Ce mousqueton étant fixe sur la sangle limite aussi l'accrochage intempestif et évite le retournement ou la mise en charge latérale du mousqueton.

### Dégaine alpine
Possèdant une sangle plus longue de 10 à 20 cm ou un anneau de sangle de 20 à 60 cm, pliable en trois au baudrier, une dégaine dite alpine est nécessaire voire indispensable selon les conditions pour empêcher l'effet de tirage lorsque la corde ne suit pas un trajet rectiligne ou pour limiter le frottement de la corde contre le rocher.

#### Réduction du facteur chute
Cette réduction du tirage est l'effet du rallongement mais n'offre pas seulement du confort de traction de la corde au grimpeur pour clipper plus facilement, en particulier dans les surplombs et dévers. En réduisant l'angle de renvoi pour ramener la corde dans l'axe de progression, il offre plus de dynamisme à la corde en cas de chute en réduisant la force de friction exercée entre la corde et la dégaine, augmentant la longueur efficace de la corde et les possibilités de dynamisme de l'assureur, réduisant donc le facteur chute, améliorant alors la sécurité du grimpeur en tête en cas de chute.

#### Poids et sécurité des mousquetons
Généralement pour un usage en grande voie et en alpinisme, une dégaine alpine, pour des raisons de poids, possède des mousquetons de progression de plus petite taille, avec un doigt monofil plus léger qu'un doigt à fil et vraiment plus léger qu'un doigt plein. Sa tête de doigt protégée en fermeture dans le nez du corps préserve d'autant le contact direct du doigt sur le rocher, limitant l'usure du mousqueton et l'abrasion de la corde, améliorant alors la sécurité générale.

### Dégaine à demeure
En salle particulièrement, une dégaine permanente possède un maillon rapide à la place du mousqueton de progression, celui mobile côté point d'ancrage et une dégaine semi-permanente possède un mousqueton de sécurité à vis ou automatique.

## Types de mousquetons
Les dégaines peuvent être réalisées à la main ou confectionnées en usine. Elles sont constituées d'une grande variété de mousquetons, comme les mousquetons à doigt à fil, monofil ou à doigt courbé qui sont placés indifféremment à l'une ou à l'autre des extrémités de la dégaine.
Le grimpeur sera confronté à plusieurs choix possibles :
- mousqueton à doigt en tube : le plus courant. Fiable, il est utilisable dans presque toutes les situations mais présente l'inconvénient d'être plus lourd.
- mousqueton à doigt à fil : ce mousqueton est sensiblement plus léger et offre une résistance similaire à celle d'un mousqueton classique avec un doigt en tube, malgré leur aspect fragile.
- mousqueton à doigt droit : il s'agit de la forme standard qui conviendra à toutes les utilisations. Un tel mousqueton est généralement destiné à être relié à un point d'ancrage.
- mousqueton à doigt courbé : le doigt courbé est destiné au mousqueton relié directement à la corde. Sa conception facilite l'introduction de la corde dans le mousqueton.

Chaque fabricant propose une grande variété de dégaines avec des mousquetons adaptés aux exigences des grimpeurs favorisant la légèreté, la résistance ou l'ergonomie.